# III/3 dywizjon myśliwski
III Dywizjon Myśliwski 3 pułku lotniczego (III/3 dm) – pododdział lotnictwa myśliwskiego Wojska Polskiego II RP.

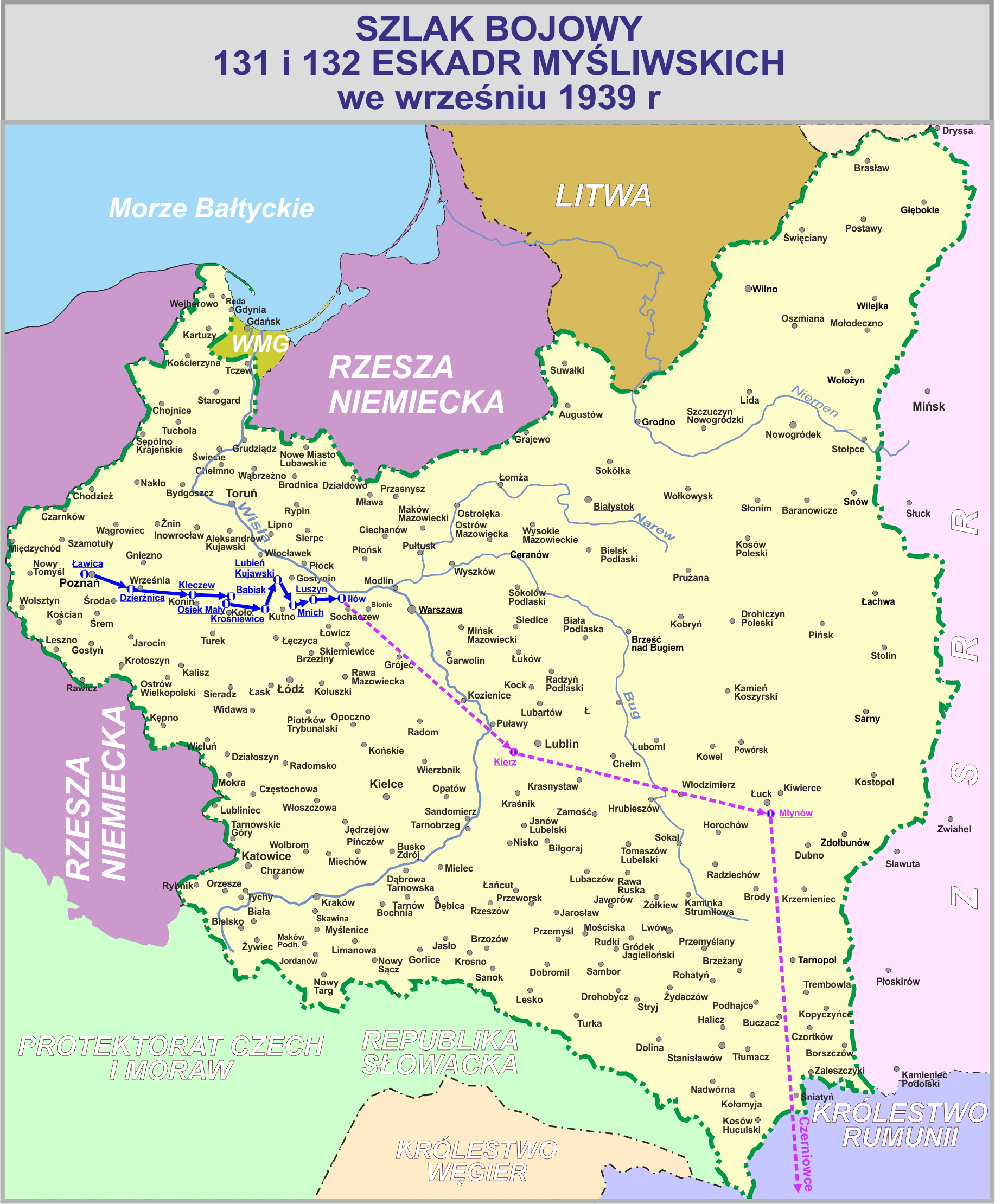

## Historia Dywizjonu
W kampanii wrześniowej 1939 roku dywizjon walczył w składzie lotnictwa Armii „Poznań”.
Obsada personalna dowództwa
- dowódca dywizjonu - mjr pil. Mieczysław Mümler
- oficer taktyczny - por. pil. Kazimierz Wiśniewski
- oficer techniczny - ppor. techn. Władysław Turecki
- lekarz - por. lek. Bolesław Chełchowski

Wyposażenie : 2 samoloty PZL P.11c w dowództwie dywizjonu oraz 20 samolotów PZL P.11c w eskadrach myśliwskich, oraz 2 samoloty łącznikowe RWD-8.
Miejsce stacjonowania:
- lotnisko główne dyonu: Dzierżnica od 1 do 5 września: 3 samoloty + maszyny w naprawie, i uszkodzone; Osiek Mały od 6 do 7 września:
- lotnisko zapasowe dyonu: Gułtowy,
- lotniska operacyjne dyonu: Kalisz: 6 samolotów, od 2 do 4 września; Kobyle Pole: 6 samolotów, od 2 do 5 września; Gębarzewo: 3 samoloty, od 3 do 5 września; Żnin: 3 samoloty, 4 września; Ślesin: samoloty z lotnisk w Kaliszu i Żninie, 5 września.

Samoloty utracone bezpowrotnie przez w dniach 1-7 września: 4 PZL P.11 - 2 w wyniku wypadków lotniczych, 1 na skutek zagubienia się pilota, 1 zestrzelony przez nieprzyjaciela, prawdopodobnie 2 samoloty z powodu ciężkich uszkodzeń odniesionych 6 września w walce z Bf 110.

## Skład
- Dowództwo III/3 dywizjonu myśliwskiego[4]
- 131 eskadra myśliwska
- 132 eskadra myśliwska

## Dowódcy dywizjonu
- mjr pil. Mieczysław Justyn Artur Marian Szczudłowski (od IX 1926[5])
- mjr pil. Stefan Pawlikowski (1932 – IV 1934 → dowódca IV/1 plot)
- mjr pil. Mieczysław Mümler (do IX 1939)